# Finish What Ya Started
Finish What Ya Started è un singolo del gruppo musicale statunitense Van Halen, pubblicato nel 1988 ed estratto dall'album OU812.

## Il brano
Si tratta di una canzone caratterizzata da vaghe influenze blues e country, abbastanza insolita per lo stile classico della band. Eddie van Halen eseguì la sua parte di chitarra con una Fender Stratocaster collegata direttamente al mixer audio dello studio di registrazione. È uno dei pochi brani del gruppo in cui Sammy Hagar suona parti di chitarra ritmica, in questo caso con una Gibson acustica.
Nell'album dal vivo Live: Right Here, Right Now, Hagar introduce la canzone affermando che questa tratta di sesso, più specificamente di masturbazione e di donne che lasciano incompleti i loro rapporti sessuali senza aspettare l'orgasmo del partner maschile.

## Tracce
1. Finish What Ya Started – 4:20
2. Sucker in a 3 Piece – 5:51

## Formazione
- Sammy Hagar – voce, chitarra ritmica
- Eddie van Halen – chitarra solista, cori
- Michael Anthony – basso, cori
- Alex van Halen – batteria

## Classifiche
| Classifica (1988)             | Posizione massima |
| ----------------------------- | ----------------- |
| Stati Uniti                   | 13                |
| Stati Uniti (mainstream rock) | 2                 |